# Matilde de Braose
Matilde de Braose (em inglês: Maud de Braose; cerca de 1155 – 1210) foi a mulher de William de Braose, um poderoso barão e da favorita corte de João de Inglaterra.
Passou a se tornar inimiga do Rei, que lhe setenciou à morte por inanição no Castelo de Corfe junto com seu filho.
Ela está presente em muitas lentas galesas da Idade Média, e também é conhecida na história como Matilda de Braose, Moll Wallbee, e Senhora de La Haie.
Nasceu em Maud de St. Valery (Maud de Saint-Valéry) na França por volta de 1155.